# Julius von Blaas
Julius von Blaas [ismert még Julius (von) Blaas (der Ältere) és magyarosan Blaas Gyula formában] (Albano Laziale, 1845. augusztus 22. – Bad Hall, 1922. augusztus 1.) osztrák (tiroli) származású olasz–osztrák festőművész. A Blaas-festődinasztia tagja. A történelmi tárgyú festészet művelője, portré- és zsánerképfestő, kiemelkedett fajta- és természethű állatábrázolásaival, s ott is főként a lovassport vagy -vadászat témájában.

## Családja
Apja Karl von Blaas festőművész, anyja Agnesina Auda [mostohaapja után van Millingen], testvére, Eugene de Blaas festőművész voltak.
Felesége, Clarisse von Dreifus bárónő (Stuttgart, 1860. május 27. – Bécs, 1925. augusztus 22.) Házasságkötésük: Dorf Kreith, 1883. augusztus 22.
Gyermekeik: Ludwig von Blaas (1884–1958) és Carl Theodor von Blaas (1886–1960). Utóbbi szintén festőművész lett, sőt felesége, Helene von Leitenberger bárónő is nevessé vált virág akvarelljeivel és csendéleteivel.

## Pályafutása

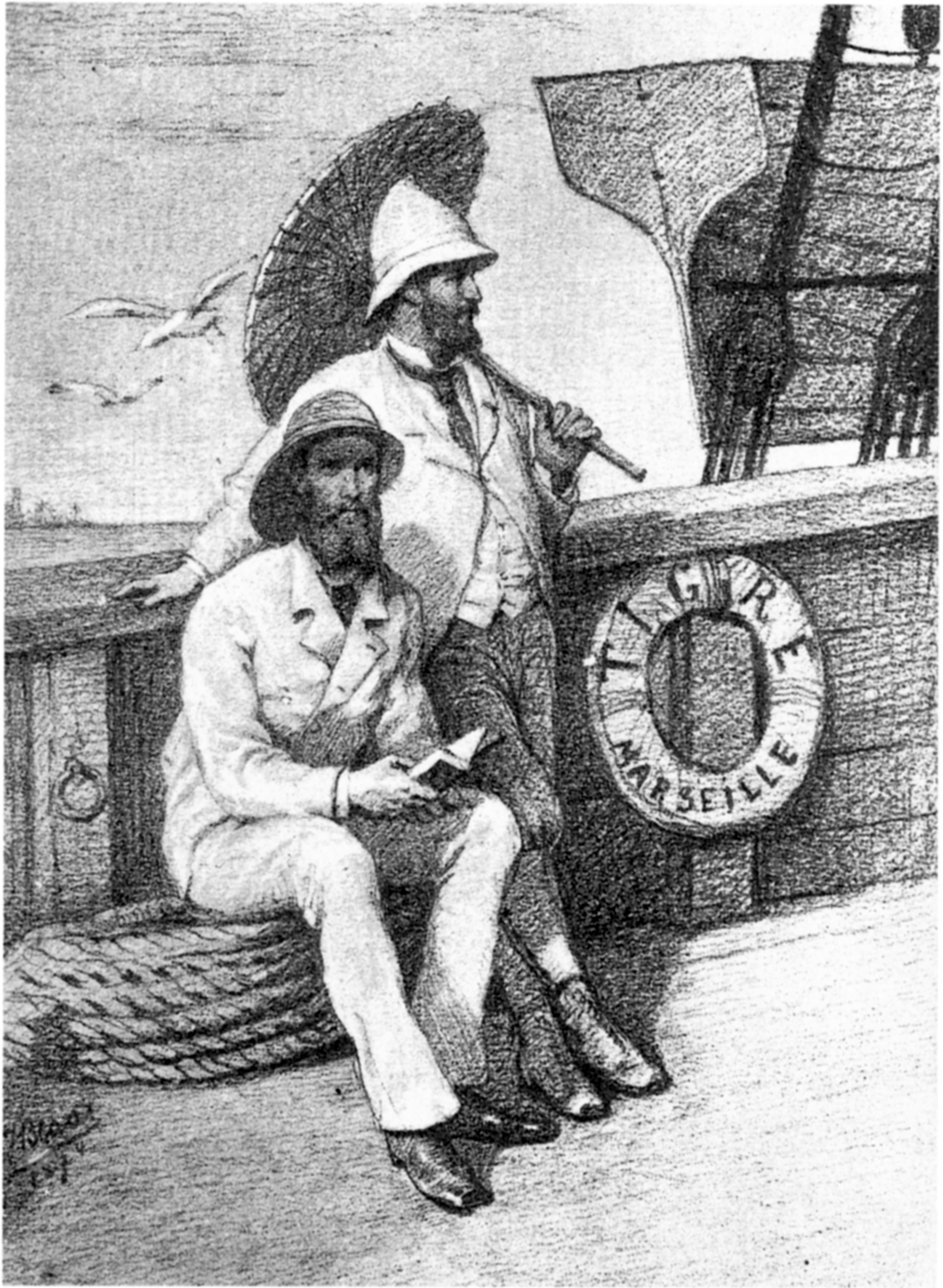
Josef Freiherr von Doblhoff (balra) és Julius von Blaas, 1874

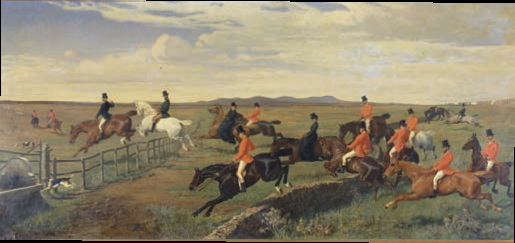
Rókavadászat a római vidéken Umberto di Savoia piemonti herceggel, 1876/1877

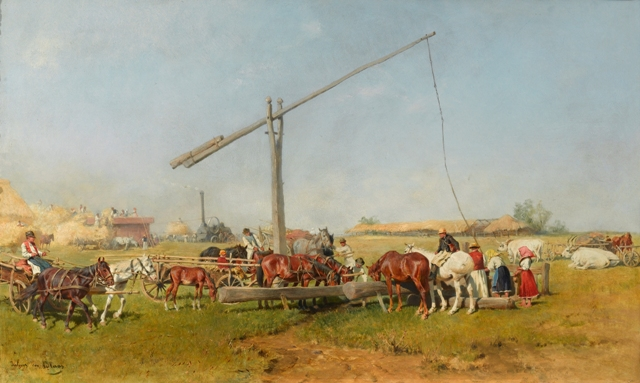
Lovak az itatóvályúnál, 1910

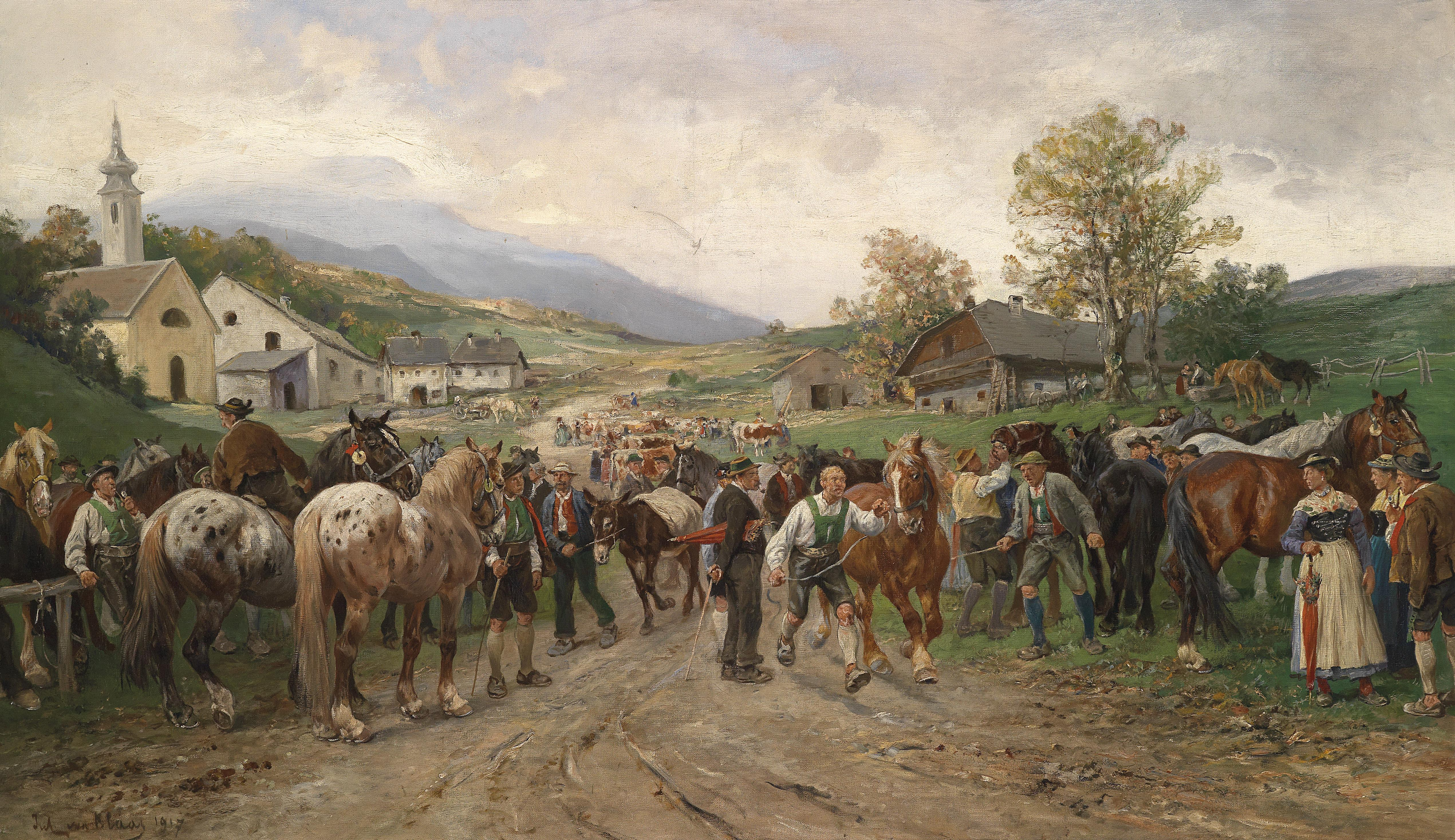
Lóvásár, 1917

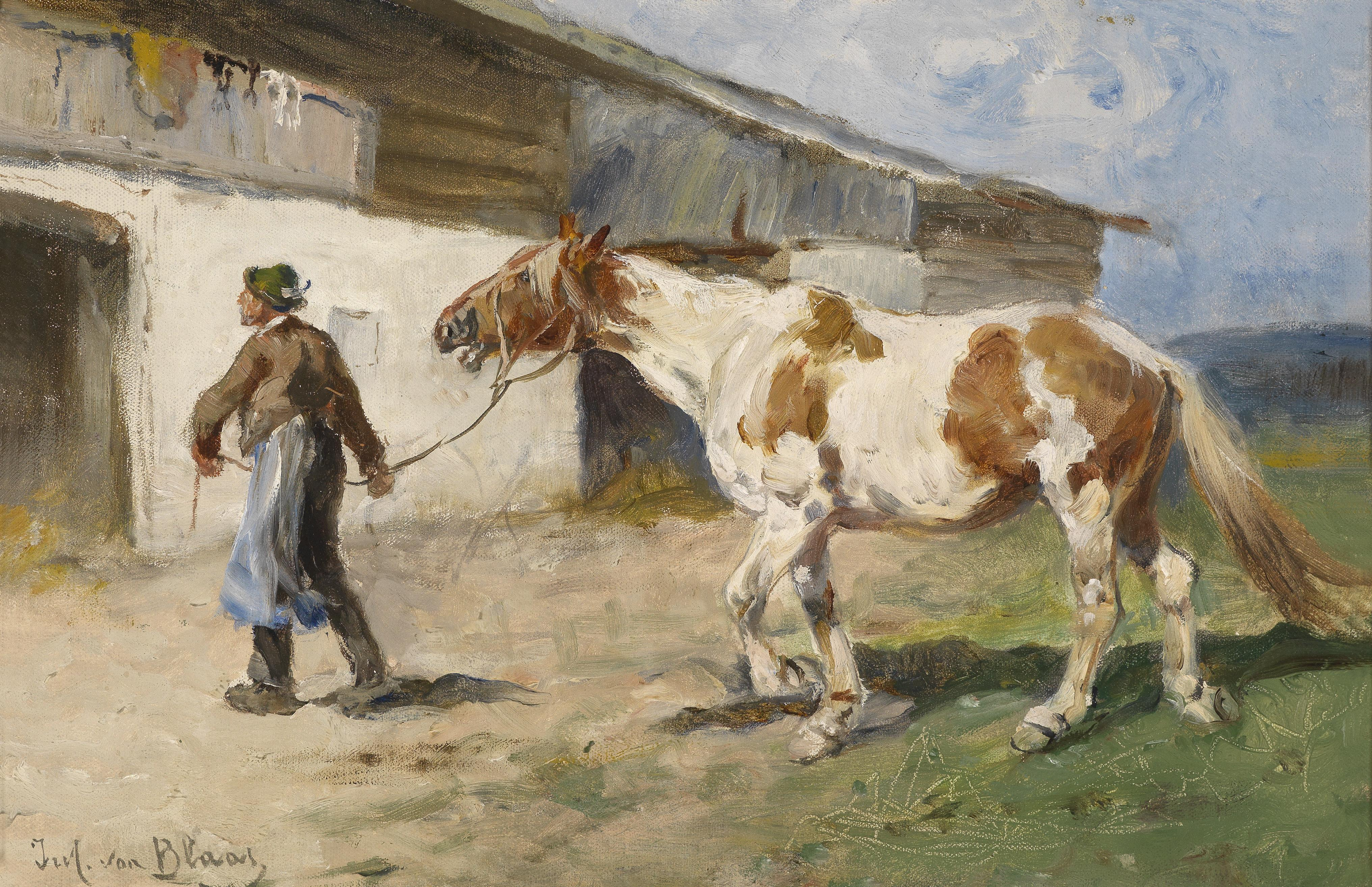
Hazafelé, Év n.

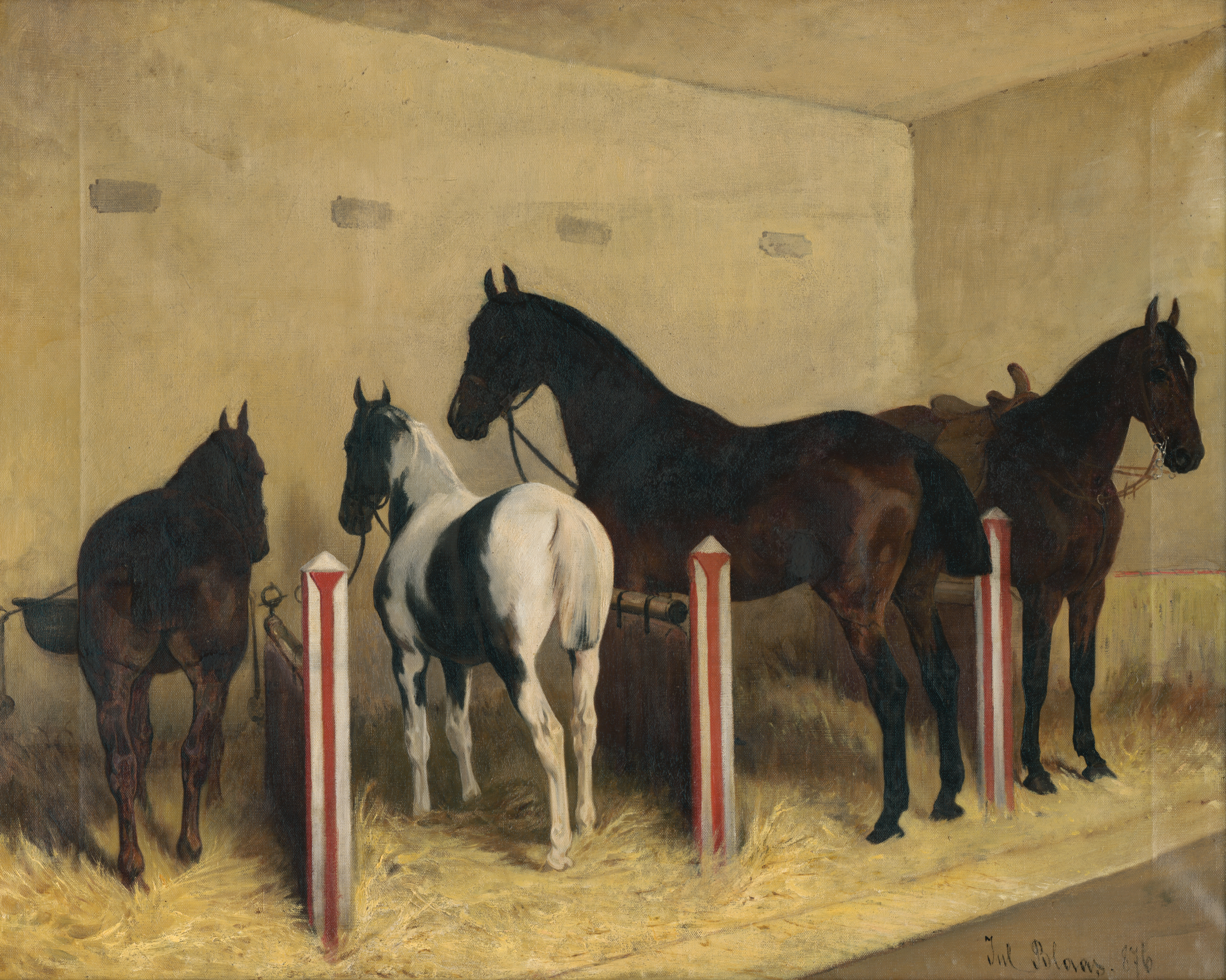
Lovak az istállóban, Év n.

Karl von Blaas második fiaként, a Róma melletti Albano Lazialében látta meg a napvilágot. Karl Önéletrajza szerint „gyenge csecsemő volt, de nagyszerű, erős ember lett belőle”. Kisebbik fia később kezdett rajzolni, de „incselkedő, jó és kedves természete miatt mindenki kedvence volt.” Apja nem szeretett volna festőt nevelni belőle, s a velencei gimnáziumba íratta, de később kiderült, hogy ott nem tanult eredményesen, ezért Eugene fiához hasonlóan őt is otthon tanította. 1860. február 20-án, tizenöt éves korában lépett be Michelangelo Grigolettihez a velencei akadémia alapozó osztályába. Julius kevésbé volt kiemelkedő, s a tanulmányainak harmadik évében professzori feljegyzés szól arról, hogy egy egész félévet kihagyott, miután családjával ideiglenes Bécsbe költöztek (Karl von Blaas az Arzenál Dicsőség csarnokának freskóit festette ekkor). Karl von Blaas saját festőiskolai osztályában Julius fiát is oktatta. Tanulmányai alatt ösztöndíjra egyszer sem pályázott.
A velencei akadémia 1862-es kiállítására befogadott tárgyak között a harmadéves Julius La triste novella (Szomorú hír) című műve szerepelt (amelynek mára nyoma veszett). Témaválasztása alapján a korában divatos velencei, milánói elbeszélő, moralizáló, családi drámákra összpontosító, a köznép életmódját bemutató irányzatba illeszkedett, mint Antonio Rotta, Guglielmo Stella, valamint Domenico és Gerolamo Induno művei.
1863-ban Julius díjat kapott Meztelen tanulmányáért és festészeti díjat is megítéltek számára az Egmont és Clara című művéért, melyet később az orosz cári gyűjtemény részére vásároltak meg.
Julius az 1864–1865-ös teljes tanévre beiratkozott az akadémiára, de a következő évet, 1866-ot, a Blaas család végleges bécsi távozásának évét már lemondta, miután apját kinevezték a bécsi akadémia történelemfestés professzorává.
Diplomája megszerzése után szüleivel együtt Bécsbe költözött. Egyes források szerint a bécsi Akadémián is folytatott tanulmányokat, utóbbinak később tanára is volt. Bár a velencei akadémián végzett, de kötődött tiroli, osztrák származásához, így műveit – miután elhagyta Olaszországot – nem a keresztelési nevével (Giulio), hanem Julius von Blaas szignóval látta el.
Bécsi letelepedésük után a festészet mellett az operaénekesi karrierrel is megpróbálkozott, és csak azután, hogy 1873 és 1874 között körbeutazta a világot, szentelte magát teljes mértékben a festészetnek. 1869. november 20-tól a bécsi Künstlerhaus tagja volt. Azonban már az 1868-ban megrendezett első éves kiállításán is szerepelt lótanulmányokkal. /1875-ben Cavalli al pascolo (Lovak legeltetése) és Cavalli all’aperto (Lovak a szabadban) festményeivel, 1878-ban a Caccia alla volpe nella campagna Romana művével képviseltette magát, mely utóbbit a bizottság döntése alapján az 1878. évi párizsi világkiállításra is kivittek, s nemzetközi hírnevet szerzett Julius von Blaasnak. 1883-ban A Campo indiana (Indián tábor) és a Caccia al bisonte (Bölényvadászat) műveit mutatta be. 1892 decemberében a Lóvásár Magyarországon festményét állították ki./.
1873. október 22-én Triesztből indult el a Josef von Doblhoff-Dier, volt osztrák diplomata által szervezett expedícióval, hogy a Szuezi-öblön keresztül India és Kína partjáig menjen, meglátogassa Japánt és végül Észak-Amerikába érjen. Doblhoff háromkötetes utazási jelentése, Tagebuchblätter von einer Reise nach Ostasien, 1873–1874 (Egy kelet-ázsiai utazás naplói) 1874–1875-ben jelent meg, és tartalmazza a Blaas által készített olajvázlatokat és rajzainak fényképeit. Magángyűjteményben fellelhető Julius von Blaas vázlatfüzete is, amelybe az út során számtalan rajzot készített.
Utazásáról visszatérve, 30 éves korától 3 éven át előbb, rövidebb ideig Firenzében, majd Rómában élt és tanult. Ekkor születtek meg a Róma vidékén az 1844-től Angliából Odescalchi herceg által meghonosított és divatossá vált lovas vadászatok (falkavadászatok nyúlra és rókára) előkelő résztvevőinek csoportképei, amelyek megnyitották számára az itteni vagy itt időző arisztokrácia részéről a megbízatások sorát.
Egyik legfontosabb festményének a Caccia alla volpe nella campagna Romana con il principe di Piemonte Umberto di Savoia (Rókavadászat a római vidéken Umberto di Savoia piemonti herceggel) című alkotását tekintik, melyet 1876-ban a herceg megrendelésére festett. A 100 x 210 cm-es festményt előkészítő, Julius von Blaas aláírásával és legtöbbször az ábrázoltak nevével ellátott részletrajzokat és vázlatokat Paolo Antonacci műértő, római antikvárius találta meg a ma már Blaas leszármazottak tulajdonában álló osztrák Tannenmühle-kastélyban, s 2011-ben kiállítást rendezett belőlük. A ceruza- és akvarellportrék a festmény mozdulatával ábrázolják a lovon ülő Giulio és Mario Grazioli hercegeket, Gaetano Pizzardi márkit, Romualdo Braschi herceget, Benckendorff grófot, Odescalchi László herceget (Róma, 1846. „Ladislao” – Monte-Carlo, 1922), Carlo Origo márkit, Luigi Calabrini márkit és Luigi Senni grófot. A festményt a római Borghese Galéria őrzi.
1873-ban osztrák állampolgárrá honosították, 1878-ban visszatért Bécsbe. Apja kapcsolatai, és saját sikeres lovas portréfestményei révén hírnevet és elismerést szerzett a Habsburg császári udvarban, élete során körülbelül 50 portrét festett a királyi családról (I. Ferenc Józsefről, Erzsébet királynéról, az udvartartás arisztokratáiról). Műtermeit személyesen látogatták meg az uralkodói család tagjai is. 1880-ban „Gödingi udvari vadászat“ című nagy képet fest Blaas Gyula jeles képíró. Az uralkodó pár is a vadászok élén látható s király ő felsége maga ajánlá föl, hogy szívesen ül a festőnek. E végett csütörtökön egy órát tölte a wiedeni műteremben, ott ölté föl a vörös kabátot s aztán lóra ült.” 1880-ban Gödöllőre hívta meg a király, hogy a bécsi kereskedők által Stefánia főhercegnőnek szánt albumhoz vadászati jeleneteket fessen. 1884-ben „Mária Terézia főhercegasszony, Károly Lajos főherceg neje Reichenauba hívatta Blaas Gyula festőt, kivel arcképét festeti. A főhercegasszony a képen lóháton fog ülni.” 1895-ben „Stefánia özvegy trónörökösné tegnap délelőtt megjelent Blaas Gyula bécsi festő műtermében és másfél óra hosszat ült legújabb képéhez.” Julius von Blaas sokszor tartózkodott Magyarországon, szívesen eleget tett a magyar arisztokrácia megbízásainak is, így „festett Festetics Tasziló számára ugyanúgy, mint a többi híres lovas arisztokrata, többek között a tatai Esterházy Miklós József számára, akinek a portréját is megfestette. A tatai Esterházy kastélyszínház színlapgyűjteményének vendégkönyv-töredéke alapján nyilvánvalóvá válik, hogy Richter és Blaas a tatai gróf vendégei voltak, minden valószínűség szerint nem is egy alkalommal” az itt sűrűn rendezett falkavadászatok, illetve versenyek alkalmával. Korabeli leírás szerint több Blaas festmény (köztük egy lovaskép is) díszítette a nagyszentmiklósi Nákó-kastélyt.
Ha Karl, az apa, a történeti és mitológiai festészetet, Eugene a báty, a tizenkilencedik századi Velence népének mindennapjait és ünnepeit helyezte előtérbe műveiben, Julius inkább a paraszti életet ábrázolta, amely az osztrák vidék hegy-völgyein és a magyar Alföld síkságán zajlott. Kevéssé emlegetik tájképeit, melyeket akvarell- vagy olajtechnikával természeti körülményekről (síkság, erdő, poros utak, művelt vagy vad vidékek) készített, s megörökítette a monarchia egyes területeinek paraszti háztípusát, gazdaságait, s a paraszti öltözködést, némely képén például a magyar viseletet is. Számos mű mutatja érdeklődését az állatok iránt, amelyek e vidékeken éltek, legszívesebben a lovakat festette vágta közben, kocsiba fogva, vagy vadászatokon, kirándulásokon. Az Apokalipszis lovagja (a Háború allegóriája) (1895) című műve (a Blaas család levéltárában), már Franz von Stucknak, a müncheni szecesszió főszereplőjének hatását mutatja.
Karl és fiai egyaránt tagjai voltak a „La Società Veneta Promotrice di Belle Artinak” (Velencei Képzőművészetet Támogató Társaság), amely folyamatosan állított ki műveikből. Julius 1875-ben először szerepelt itt, öt olajfestésű lótanulmánnyal és egy Bufali (Bivalyok) akvarellel, melyek mutatták apjától és testvérétől eltérő érdeklődését, s közvetlenül párizsi útjáról hazajőve, utaltak Rosa Bonheur francia festőművész műveinek ismeretére is. Amúgy kitűnő lovas és lóismerő hírében is állt.
Budapesten a Képzőművészeti Társulat 1871. április 23-án nyílt kiállításán Blaas Agarászat Magyarországban című vadászképe szerepelt „hét lovassal, köztük egy delnővel, s három agárral, melyek már-már nyakon csípnek egy holtra kergetett nyulat”. Az 1877-re a budapesti Sugárúton felépült Műcsarnokban rendszeresen kiállították Julius von Blaas műveit, melyről a hírlapok is beszámoltak. Így az 1877. évi őszi kiállításon két nagy és két kisebb képpel szerepelt, mindegyik Pálffy János gróf tulajdonában volt, s az ő telivér lovait ábrázolta. Ugyanezek a képek Bécsben korábban is szerepeltek. „A sportsman-ek rendkívüli érdekkel látogatták az ottani »művészek házá«-t, csodálkozva egy magyar mágnás s egy hírneves festő ama ritka szeszélyén, hogy e nevezetes paripák életnagyságban örökítessenek meg.”
1883-ban a Birodalmi Természettudományi Múzeum három művet rendelt Blaastól az amerikai indiánokról. Az észak-amerikai indiánok életét Blaas a bölényvadászat és egy indián tábor ábrázolásával oldotta meg, míg a dél-amerikai indiánok életéből a brazíliai Rio Tapajos mentén található munduruku törzset választotta.
Julius elsősorban a német-osztrák-magyar területeken vált híressé a Habsburg udvarnak köszönhetően, amely számos portré-megrendelésen kívül 1888-ban bevonta a Rudolf koronaherceg által kidolgozott grandiózus tervbe, hogy más művészekkel együtt illusztrálja azokat a szövegeket, amelyeket ismert tudósok írtak a monarchia országairól, tartományairól. (Az Osztrák–Magyar Monarchia írásban és képben című monográfiasorozat egyik illusztrátora volt.)
Julius von Blaast – apja működésének vonulatába illeszkedően – katonai jelenet- és csataképfestőként is emlegetik, a porosz–osztrák–olasz háború, a Bosznia-Hercegovina okkupációjának csataképeivel találkozhatunk nyomatok, képeslapok formájában is. 1904-ben Frigyes királyi herceg, néhai nagybátyjának, Albrecht főhercegnek „emlékezetét méltón megörökítendő, Blaas Gyula előkelő bécsi festőnek megbízást adott, festené meg azt a jelenetet, amikor Albrecht főherceg a dicsőséges custozzai ütközetet követő napon snitjének élén a győzedelmes sereget táborában fölkeresi. A festő megbízása arra terjed, hogy a kíséret tagjait lehetőleg élethűen fesse meg. Szerdán Rainer főherceg, aki a kíséret között volt, fölkereste Blaas festőnek Döblingben lévő műtermét, hogy a munka előrehaladásáról személyesen is meggyőződjék. Hozzáértők nézete szerint ez lesz egyike az újabb időkben festett legértékesebb katona-képeknek.”
Julius azonban nemcsak az uralkodói és császári udvari portrék, a lovas és rókavadászat jeleneteinek festője volt, hanem apjától és testvérétől eltérően vonzódott a „Kelet” varázsa felé, ezért – mint korábban olvasható –, járt Indiában, Japánban, és ugyanígy az akkor vad romantikájúnak tartott magyar Alföld, és a tengerentúli Amerika is megihlette, s számos rideg állattartást ábrázoló festményt készített. Ugyanígy hitelesen ábrázolta – főként tulajdonosaik felkérésére – kora híressé vált lóegyedeit. 1884-ben a Vadász és Versenylap adott hírt arról, hogy „Blaas Gyula, a híres lófestő, Kincsemet mint anyakancát közelébb lefestette természet után. Az eddig festett Kincsem-képek közt ezt tartják általában a legsikerültebbnek. A kép Jankovich József úrnak a tulajdona. Ugyanő megbízta a művészt ama lipicai lovak lefestésével is, melyek a budapesti országos kiállításon oly nagy feltűnést keltettek. A nyár folytán lefestette Ambert is, Mr. Smith eme kitűnő ügető ménét is, mely még saját tulajdonát képezi.” Az 1870-es években Kozma Ferenc a magyar lótenyésztés főfelügyelője több ízben megbízta Blaast, hogy a magyar ménesek élő, vagy nagy múltú törzsménjeiről, kancáiról (főként a drága pénzen vásárolt fedező ménekről) fajtaazonos festményt készítsen. 1879. év nyarán a magyar kormány 7800 fontsterlingért vette meg a kisbéri állami ménes számára „Verneuilt”, a szállítási és közvetítési díjjal együtt száznégyezer forintba került; ez a legmagasabb ár, melyet valaha fedező ménért Ausztria–Magyarországon fizettek — írta a Vasárnapi Ujság. 1887-ben múlt ki, a kisbéri telivér-apák Nestorának nevezett, „Buccaneer”. „Cambuscannak”, ha más ivadéka nem lett volna is, mint a világhírű Kincsem, megérdemelné, hogy neve a hazai lótenyésztés történetébe arany betűkkel legyen bejegyezve. „Gratitude”, e szép kancza, Cambuscannak apáról testvére, 1872-ben, 12 éves korában került Kisbérre s több jeles csikóval gazdagította a ménest. Már csak emlékek és írott források alapján tudta megfesteni Nonius senior, a mezőhegyesi fajtaalapító mén képét. „1880-ban nyáron Nagy-Szaláncon, gr. Forgách Istvánnál festett. ...a grófnak »Amaranthus« nevű paripáját”. Amint 1895-ben írta a Pesti Hírlap: „Blaas Gyula, ismert bécsi állatfestő jelenleg Olmützben időzik, hogy az osztrák kormány által 187 000 Frt-ért megvásárolt Matchboxot lefesse. A hires ló most mint fedező mén az Olmütz közelében levő Hatschein községben van elhelyezve.”
A Bécsi Képzőművészeti Akadémia is meghívta tanárának, s 1888-ban Károly Lajos főhercegi érdeméremmel tüntették ki.
Az 1895. április 30-án induló I. Velencei Nemzetközi Művészeti Kiállításon (Biennálé) Karl és Eugene csaknem minden alkalommal szerepeltek, Julius azonban csak egyszer, 1912-ben állította ki L’ultimo solco (Az utolsó barázda) című festményét.
Julius von Blaas 1922. augusztus 1-jén hunyt el Bad Hall gyógyfürdőjében, a bécsi Zentralfriedhof egyik díszsírhelyén temették el (15. H csoport, 1. sor, 12. sz.).

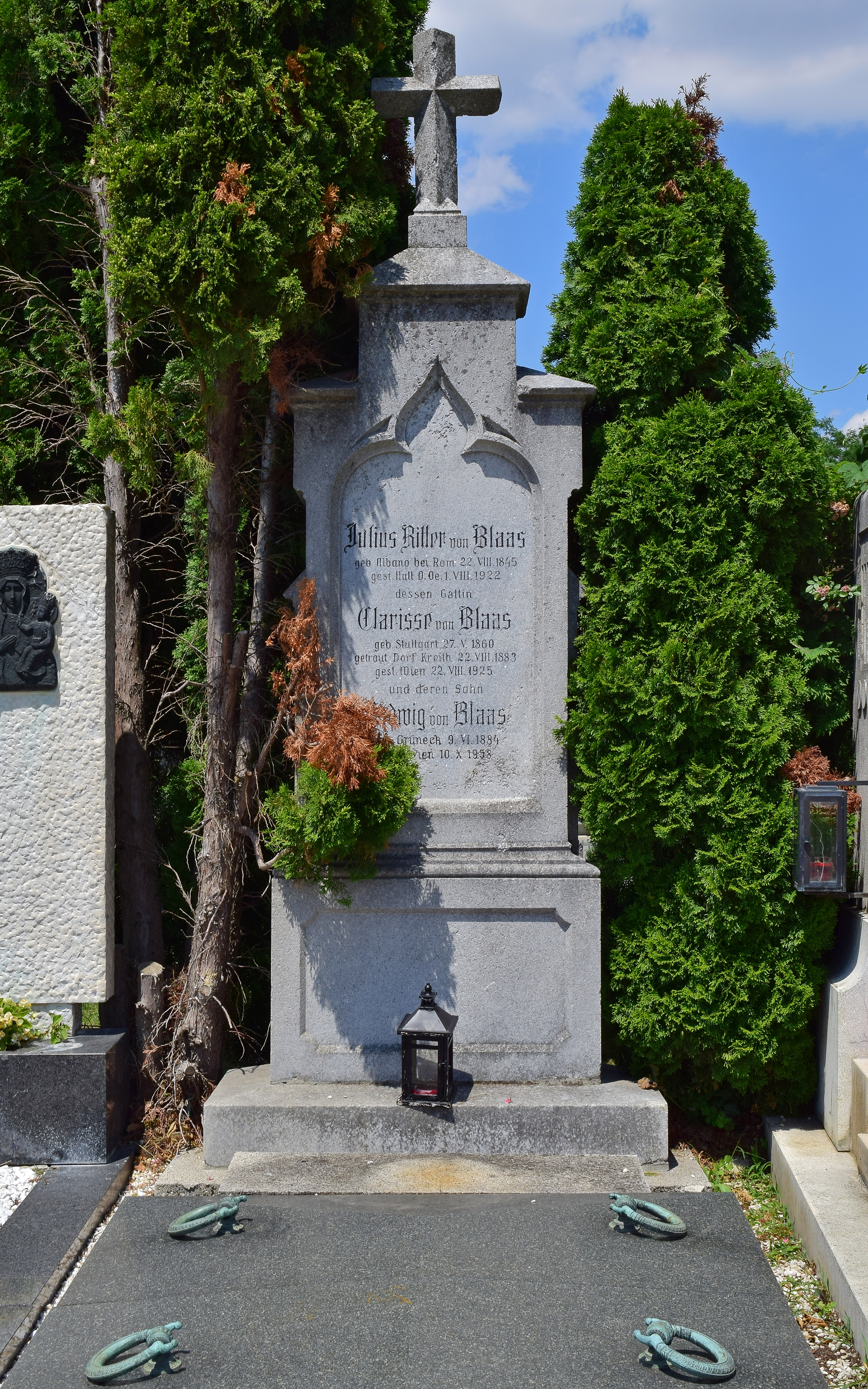
Julius von Blaas, felesége és fia sírja a Zentralfriedhofban

Julius von Blaasnak teljes oeuvre-katalógusa még nem készült el. Számos műve magántulajdonban van, és gyakran árveréseken kínálják őket, más művek megtalálhatók egyes állami gyűjteményekben, például az osztrák Belvedere és a bécsi Hadtörténeti Múzeumban, valamint a Magyar Mezőgazdasági Múzeum is őriz Blaas festményeket.

## Művei (válogatás)
- La triste novella (Szomorú hír), 1862. (Elveszett).
- Egmont and Klerhen (Egmont és Clara), 1866.[53]
- Wettfahrt betrunkener slowakischer Bauern (Ittas szlovák parasztok versenye). Olaj, vásznon, 1869.[54]
- Campagna romana o Caccia ai lepri (Római vidék, avagy vadászat mezei nyúlra), 1870.[55] Megjegyzés: Korabeli magyar kiállítási hír (A Hon, 1871. április 28. 98. szám) szerint a festmény címe:Agarászat Magyarországban.[56]
- Strada del Cairo (Kairói utca). Olaj, vászon, 1874. Magángyűjteményben.[57]
- Saigon 7 marzo 1874. (Saigon 1874. március 7-én). Akvarell. 1874. Magángyűjteményben.[57]
- Aratura (Szántás – Indiában). 1874. Magángyűjteményben.[57]
- Bufali nella palude (Bivalyok a mocsárban – Gangesz partján), 1874. Magángyűjteményben.[57]
- Arcképek (japán férfi, kimonós nő, perzsa turbános férfi), 1874. Magángyűjteményben.[57]
- Cavalli al pascolo (Lovak legeltetése), 1875
- Cavalli all’aperto (Lovak a szabadban), 1875
- Bufali (Bivalyok). Akvarell. 1875 körül
- Fuchsjagd in der Campagna, Caccia alla volpe nella campagna romana (Rókavadászat a római Campagnában). Olaj, vászon. Róma, 1876–1877.[58]
- Motiv aus der Puszta (Pusztai jelenet). Olaj, táblán, (18)78.
- Leveldi Kozma Ferenc arcképe, Év n. (1870-es évek vége)[59][60]
- Caccia alla volpe a Gödöllő. (Rókavadászat Gödöllőn), 1880.[61]
- Gödingi parforce vadászat, 1880.[62][63]
- Caccia al bisonte (Bölényvadászat), 1883.[61]
- Campo indiana (Indián tábor), 1883 körül
- Erzherzogin Maria Theresia zu Pferd vor Schloss Wartholz (Mária Terézia főhercegnő lóháton a Wartholz-kastély előtt), 1885.[64]
- Markt in Oberungarn (Felső-magyarországi vásár), 1885
- Pferdemarkt in Bischofshofen (Lóvásár Bischofshofenben), 1888
- Caccia alla volpe nella campagna romana (Fox Hunting in the Roman Countryside, Falkavadászat a római vidéken). Olaj, vászon. 1890.[65]
- Pferdemarkt in Ungarn (Lóvásár Magyarországon), 1892 körül.[66]
- Cím nélkül (Tiroli lovas vágtató lovat fékez meg), 1892[67]
- Ég a padlás! Év nélk.[68]
- Vor einer Schmiede (Egy kovácsműhely előtt). Lavírozott tus, papír.  Év nélk.[69]
- Morgendliche Reitübung der Lipizzaner in der Winterreitschule. (Reggeli edzés a lipicai lovak számára a Winterreitschuléban), 1890
- Schlacht bei Zaragossa (Zaragossai csata), Év n. a Hofburg gyűjteménye számára.[70]
- Gödöllői vadászjelenet, 1892 körül.[71]
- Lóvásár, Év n.[72]
- Porträt eines besonderen Pferdes im Stall, 1895. Olaj, tábla. Magántulajdon.
- Allegoria della Guerra (A háború allegórája), 1895.[73]
- Antlassritt(wd) in Tirol („Antlassritt” – Úrnapi lovas búcsújárás – Tirolban), 1899.[74][75]
- Bauernwagen mit, vor einem Auto, scheu gewordenen Pferden. (Parasztszekér, autótól megriadt lovakkal). Olaj, vászon, 1900.[76]
- Feldmarschall Erzherzog Albrecht nach der Schlacht von Custozza (Albrecht főherceg tábornagy a custozzai csata után), 1906.[77]
- Gefecht dalmatischer Landesschützen bei Livno am 15. August 1878. (Dalmát lövészek csatája 1878. augusztus 15-én, Livnónál). 1907. Bécsi Hadtörténeti Múzeumban[78][79]
- Ein steiermärkischer Pferdemarkt (Egy stájerországi lóvásár), signed and dated Jul. von Blaas, 1908.[80]
- Cavalli al pozzo, Pferdetränke in Ober-Ungarn (Lovak az itatóvályúnál, Felső-Magyarországon), 1910[61][81]
- Prozession des Eucharistischen Kongresses in Wien (15. September 1912.), (A bécsi, 1912. évi Eucharisztikus Kongresszus körmenete), 1912. (Ferenc Ferdinánd megrendelésére, később az ő tulajdonában).[82]
- L’ultimo solco (Az utolsó barázda), 1912.
- Bauernkarren mit durchgehenden Pferden. (Parasztszekér vágtató lovakkal). Olaj, vászon. 1917.[83]
- Porträt des alten Kaisers in Uniform (Az idős császár portréja uniformisban), 1917.[84]

## Fajtaazonos lófestményei
- Etalon. (Mén.) Olaj, vászon. 1867.[85]
- Brauner im Stall. (Pej ló az istállóban). Olaj, vászon. 1868.[86]
- Bay by the stable. (Pej ló az istállónál). Olaj, vászon. 1872.[87]
- Vollblutfuchs im Stalle. (Sárga [chestnut, Fuchs][88] telivér az istállóban). Olaj, vászon, 1874.[89]
- Brauner im Stall (Pej ló az istállóban). Olaj, vászon. Év nélk.[90]
- Furioso Senior. 1870-es évek.[91]
- Abdul Aziz, szürke, eredeti arab mén, 1873.[92][93]
- Shagya X. szürke mezőhegyesi törzsmén. 1873.[94][95]
- El Delemi I., szürke mén. Év n. 1870-es évek.[96]
- 3 Aghil Aga, pej anglo-arab kanca. 1872.[97]
- „Doucour” (sárga mén) az istállóban (Életnagyságú festmény a lóról). Olaj, vászon. 1877–1878 körül
- Frolik anyakanca és csikója (Életnagyságú festmény a lovakról). Olaj, vászon. 1877–1878 körül
- Kisbéri ménes három híres telivér méne („Verneuil”, „Buccaneer”. „Cambuscan”) és egy telivér kancája („Gratitude”) fajtaazonos festménye. 1879–1889 között (Kozma Ferenc megbízásából).
- Gunnersbury, angol telivér törzsmén Kisbéren. (Magyar Mezőgazdasági Múzeum Képzőművészeti Gyűjteménye)[98]
- Amaranthus angol telivér (Forgách István méneséből). 1880.
- Lipizzaner im Stall (Lipicai az istállóban). Olaj, vászon. 1882.[99]
- Zarif-I arab törzsmén. Év n. (1880-as évek.)[100]
- Nonius senior, a mezőhegyesi nonius fajtaalapító ménje. 1889 körül (Kozma Ferenc megbízásából festette).
- Kincsem, mint anya, 1884. (Jankovich József gróf birtokában).
- Lipicai lóképek sorozata (az 1885. évi budapesti általános országos kiállításon díjat nyert lovak). 1885. (Jankovich József gróf megrendelése).
- Amber, ügető mén, 1885. (A ló tulajdonosa és a kép megrendelője Mr. Smith).
- Matchbox, angol telivér mén, 1890. Hatschein állami méntelep.
- Stute Brute im Stall. Olaj, vászon. 1893.[101]
- A Bay horse in a stable. (Egy pej ló az istállóban). Olaj, vászon. 1894.[102] és ugyanaz Hungarian thouroughbred. (Magyar telivér). Olaj, vászon. 1894.[103]
- Sultan, riding horse of Emperor Franz Joseph I, from Ireland. Olaj, vászon. (Szultán, I. Ferenc József ír–angol telivér hátaslova. 1895.[104]
- Brauner im Stall. Olaj, vászon. (Pej ló az istállóban). 1895.[105]
- Turul, 1898 körül. Olaj, vászon.[106]
- Un étalon noir à Kisbér. (Egy kisbéri fekete mén.) Olaj, vászon, 1901.[107]
- Tokio, Év nélk. Olaj, vászon.[108]
- Versenyló, (Olaj, vászon, szignált). 1910.[109]
- Schwarzes Pferd. (Fekete ló). Olaj, vászon. Év nélk.[110]
- Chestnut in the Stable. (Sárga ló az istállóban). Olaj, vászon. Év nélk.[111]
- Portrait of a horse in a loose box. (Portré egy lóról egy istálló-boxban.) Olaj. vászon. Év nélk.[112]
- A chestnut in a loose box. (Egy sárga egy istálló-boxban.) Olaj, vászon. Év nélk.[113]

## Emlékezete
- 1922. évi halálát követően Arpad Weixlgärtner(wd) a bécsi Künstlerhausban emlékkiállítást rendezett műveiből.[114]
- A bécsi Dorotheum(wd) aukciós ház 2011-ben a Blaas család alkotóinak műveiből gyűjteményes kiállítást rendezett „150 év az osztrák festészetben: Carl, Julius, Eugen, Carl Theodor and Helene von Blaas” címmel.

## Képgaléria

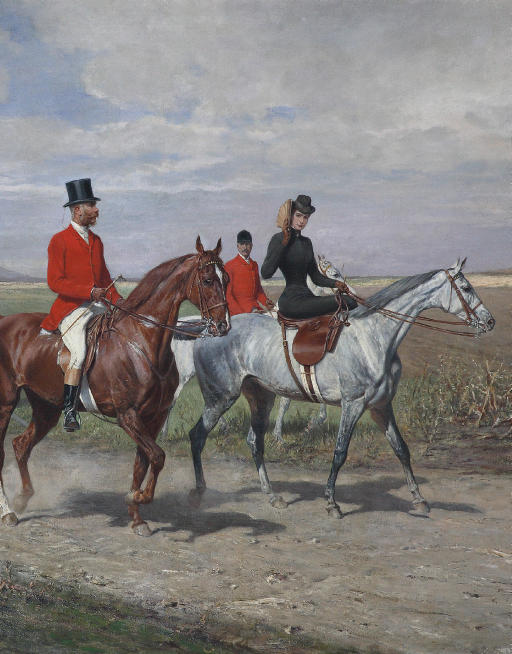
I. Ferenc József és Erzsébet királyné lovas képe, Év n.
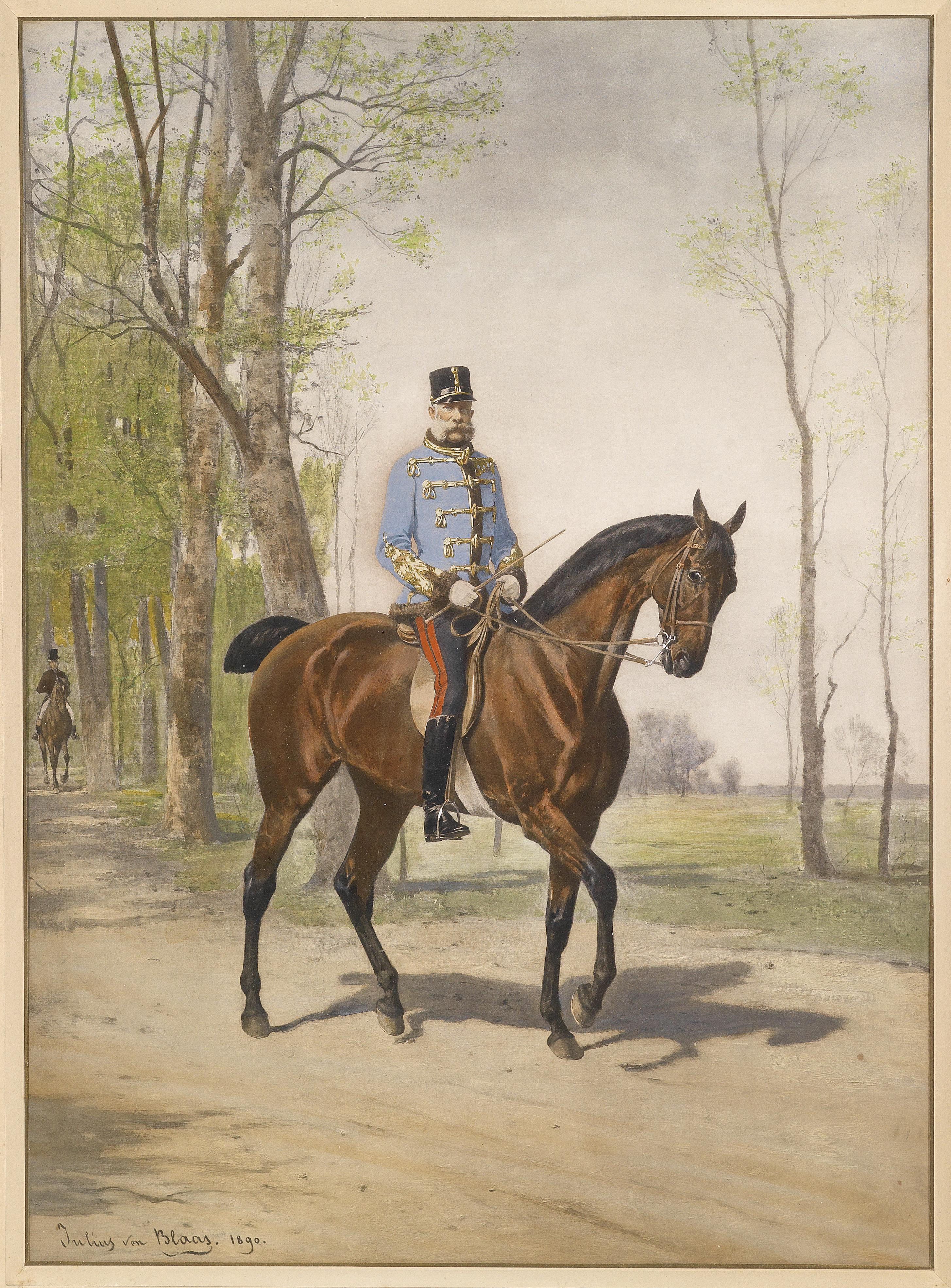
I. Ferenc József császár, 1890
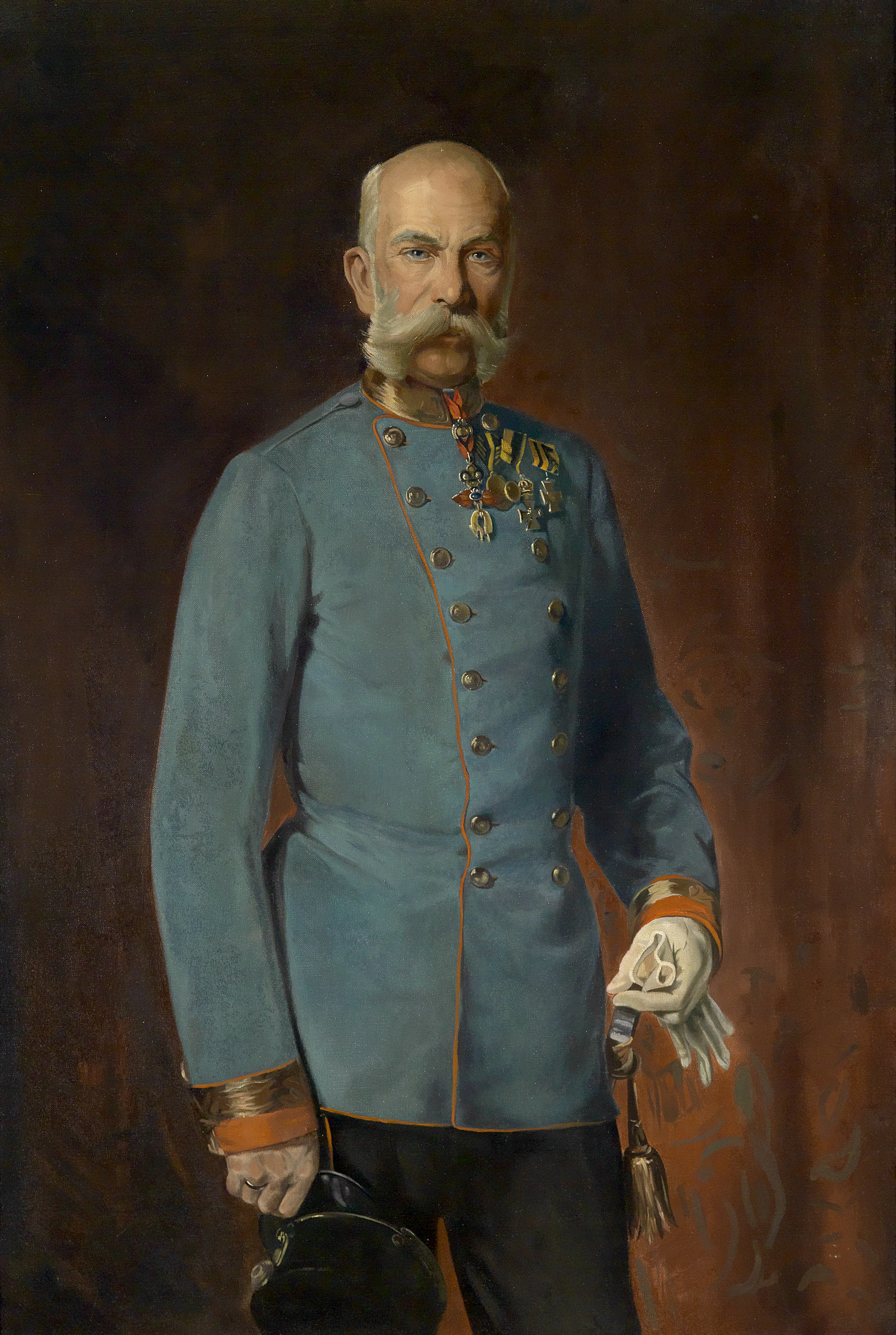
I. Ferenc József császár, 1900
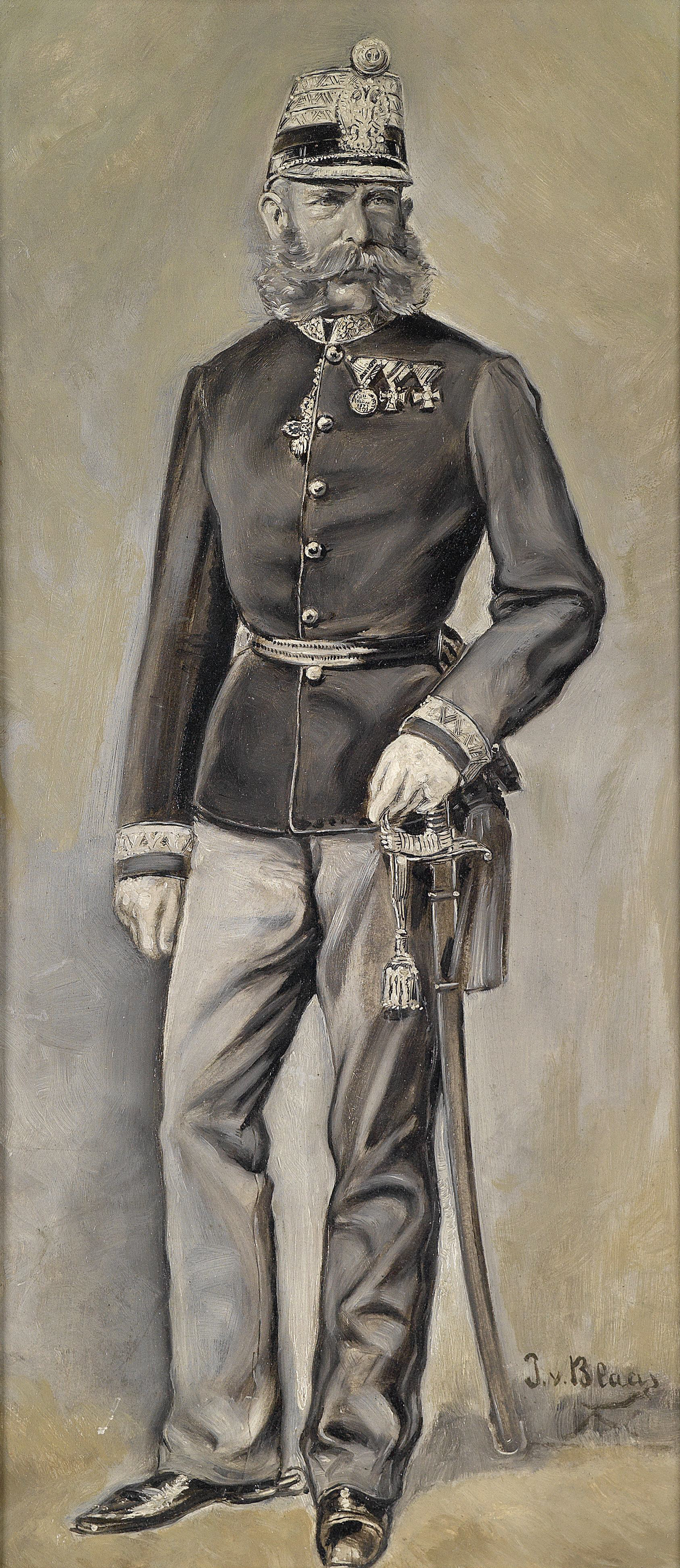
I. Ferenc József császár idős korában, osztrák uniformisban, 1916 körül
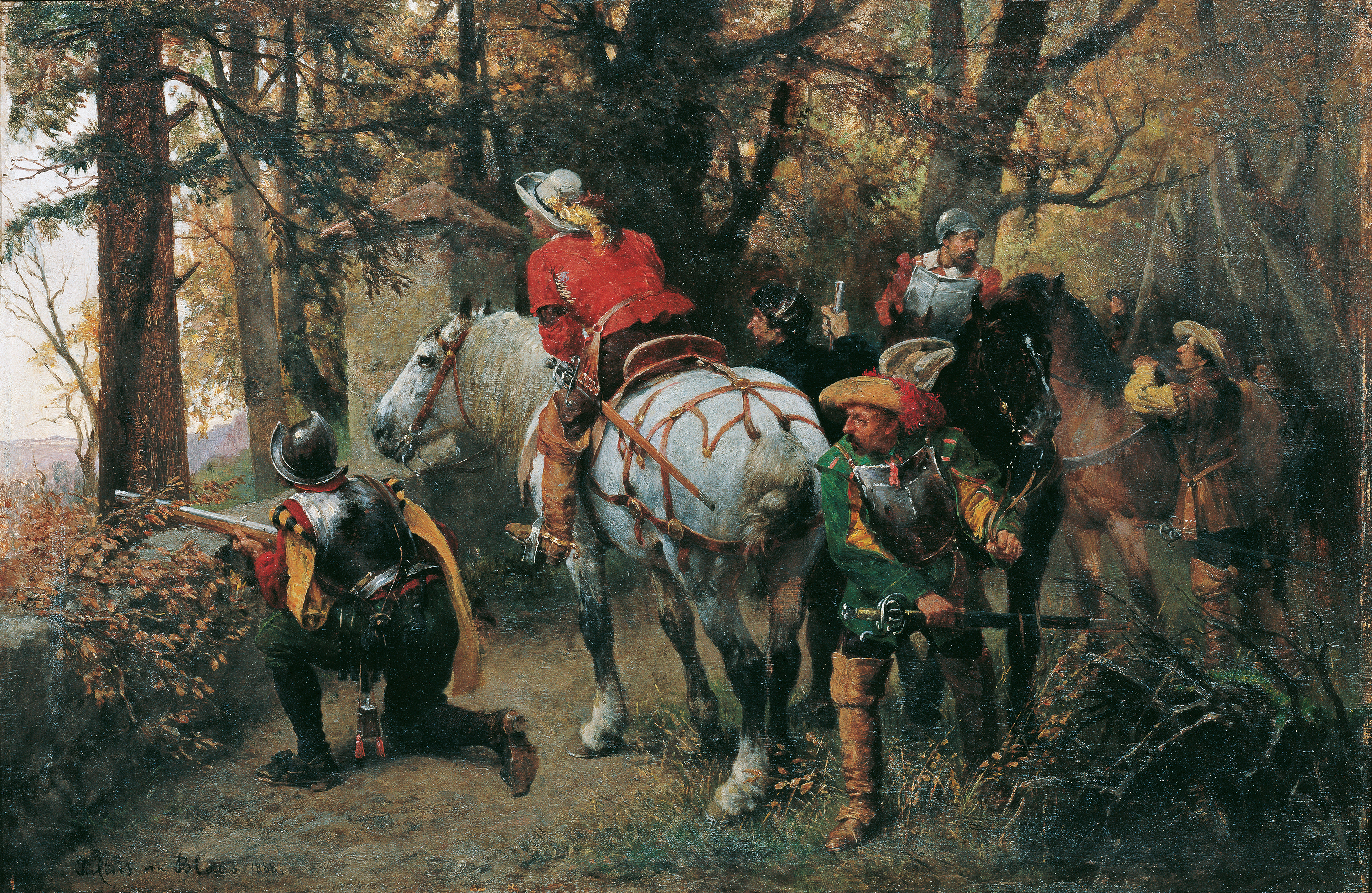
Az ellenség felfedezése, 1888
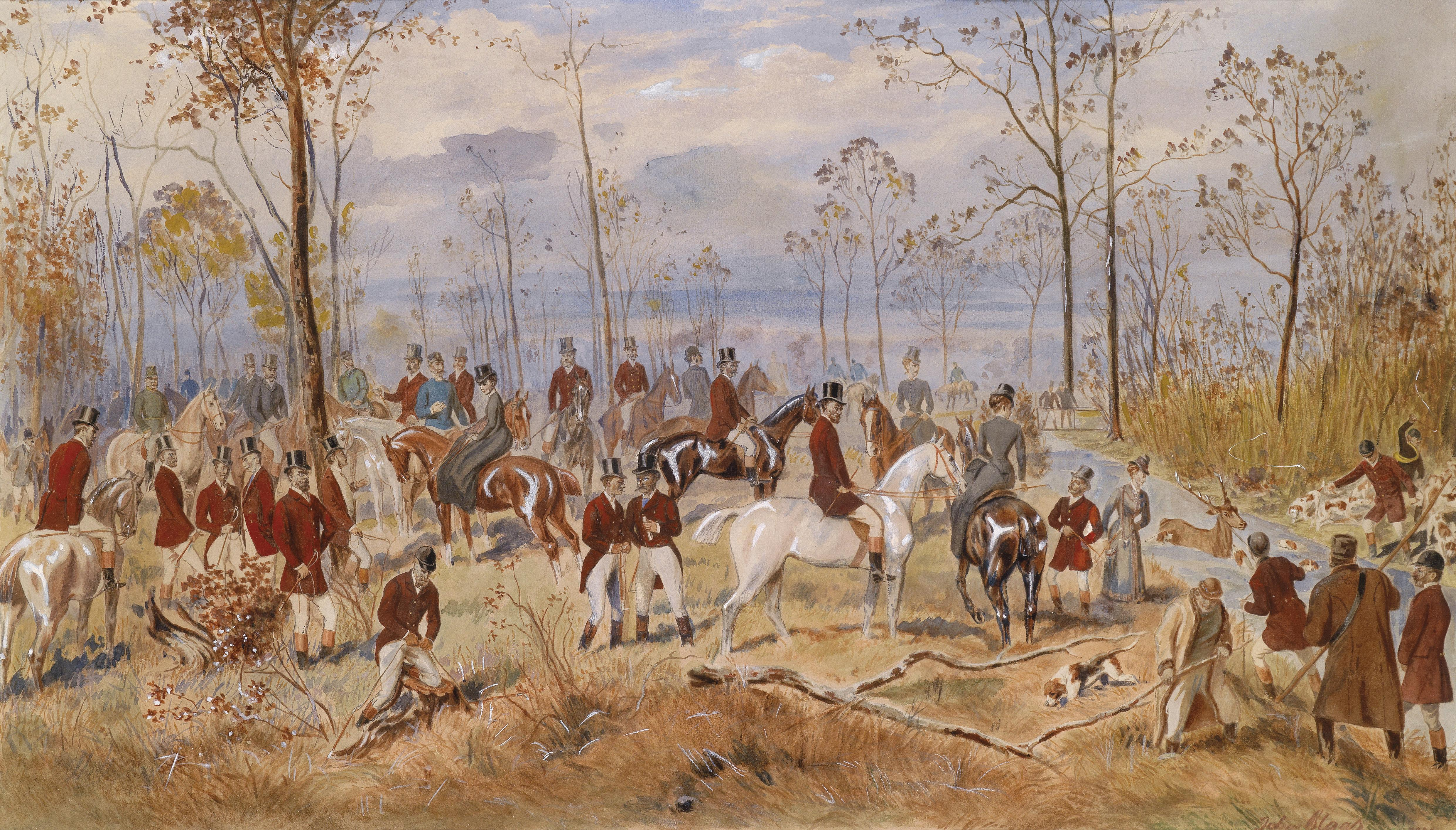
Falkavadászat, 1890 körül
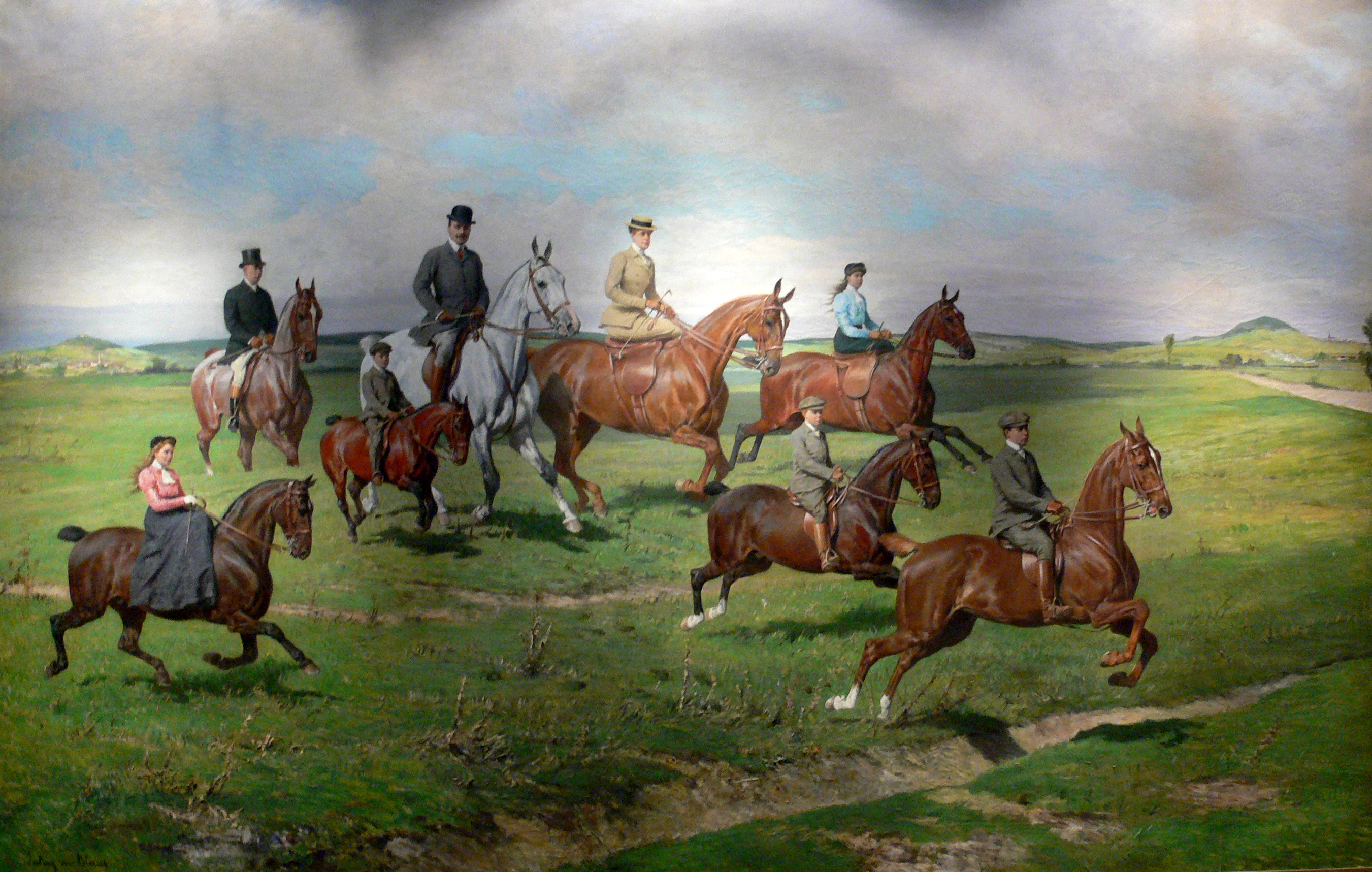
Fürstenberg hercegi család lovagol a Donauriedben, 1906
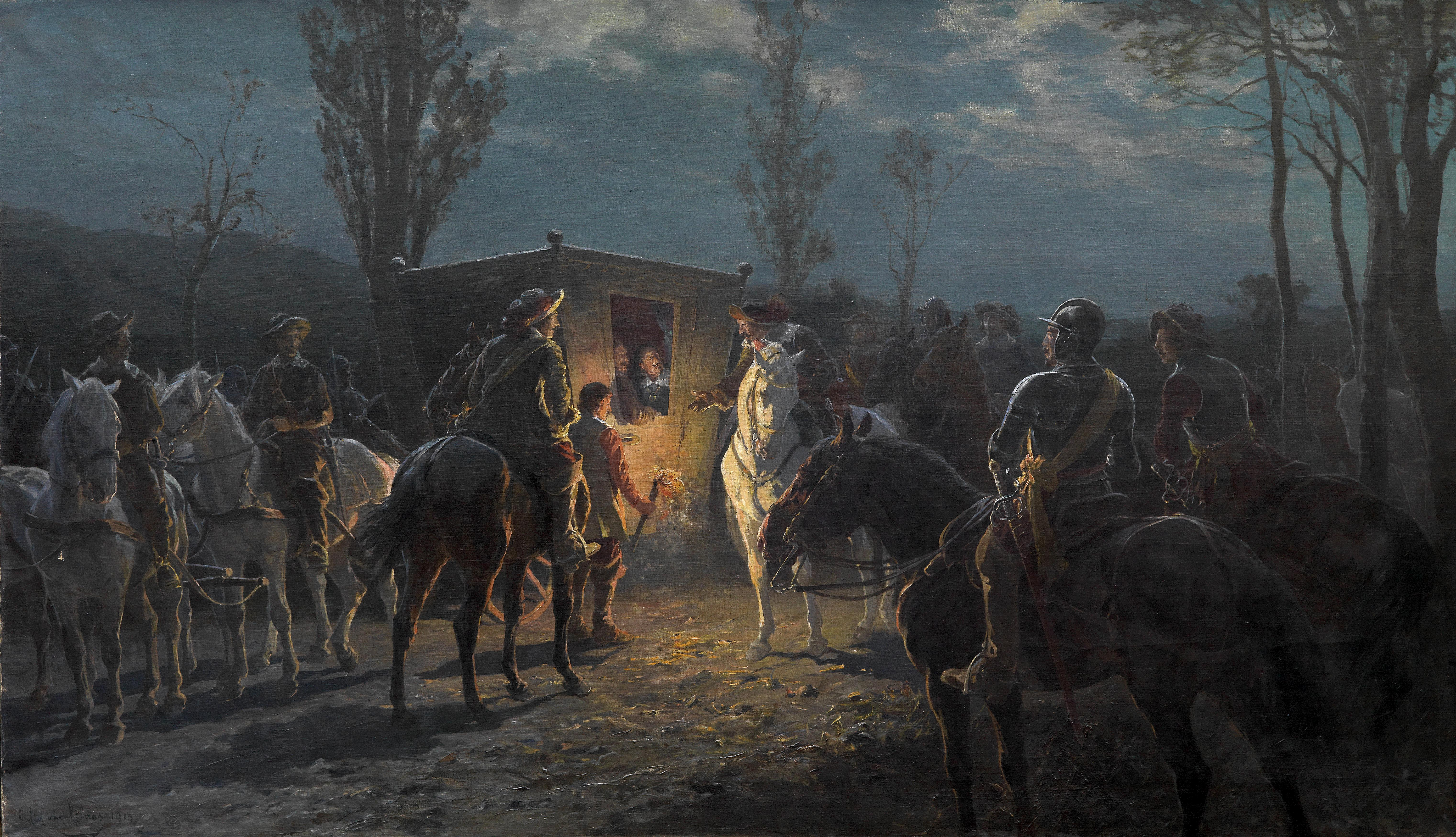
Éjszakai jelenet, 1913
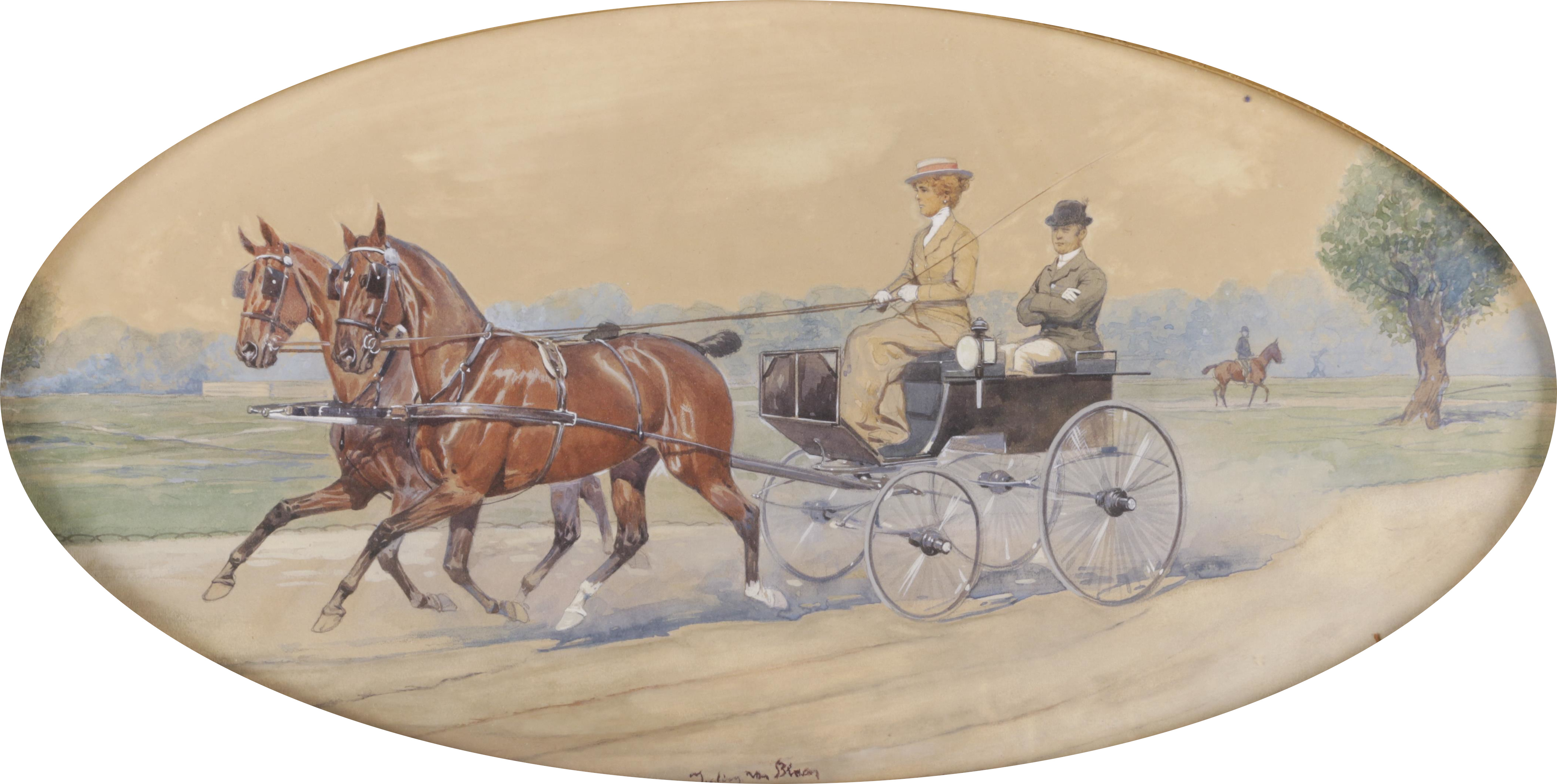
Kocsikázáson, Év n. (1920 k.)
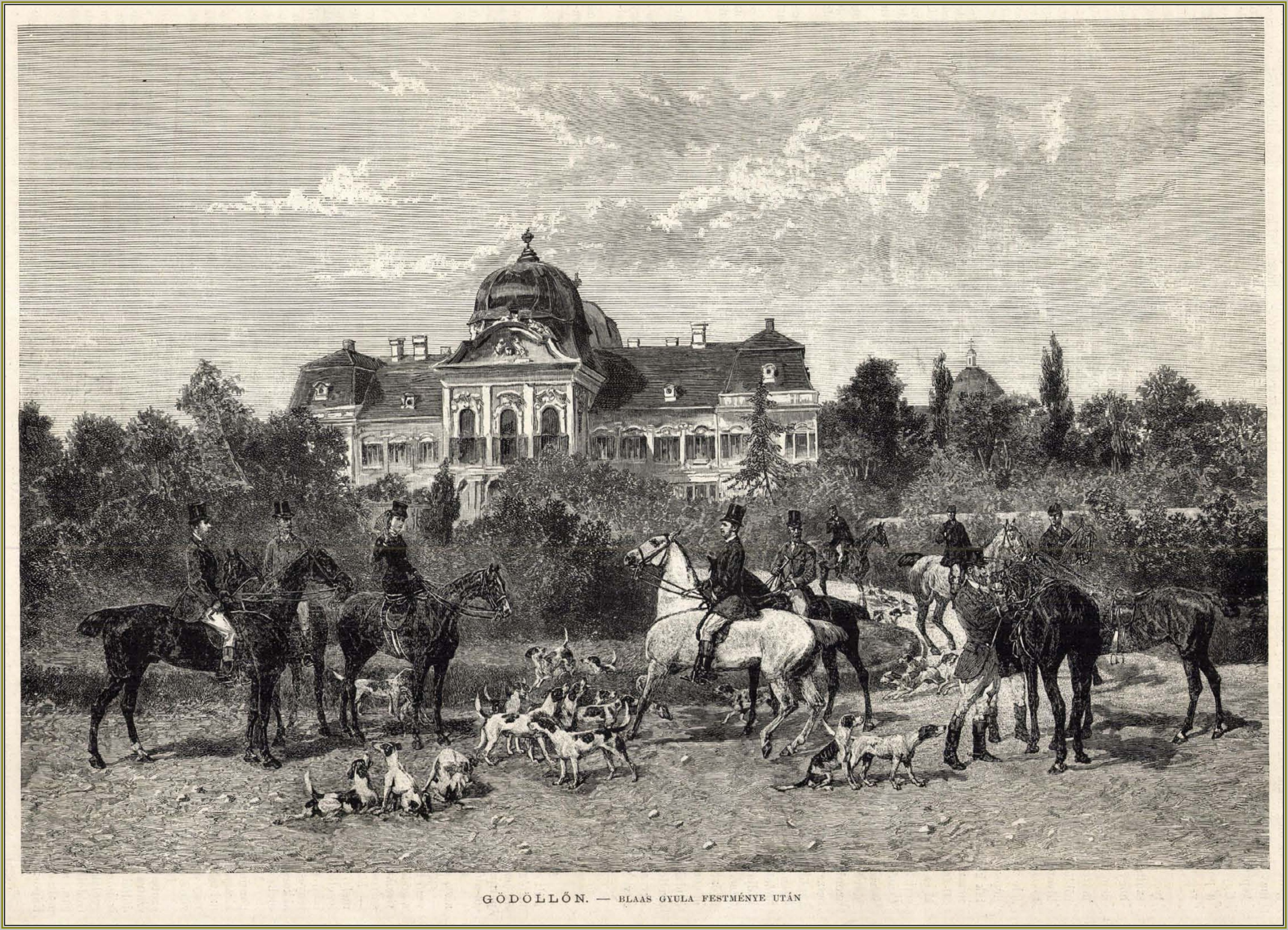
Gödöllőn, Vasárnapi Ujság, 1882. október 8.
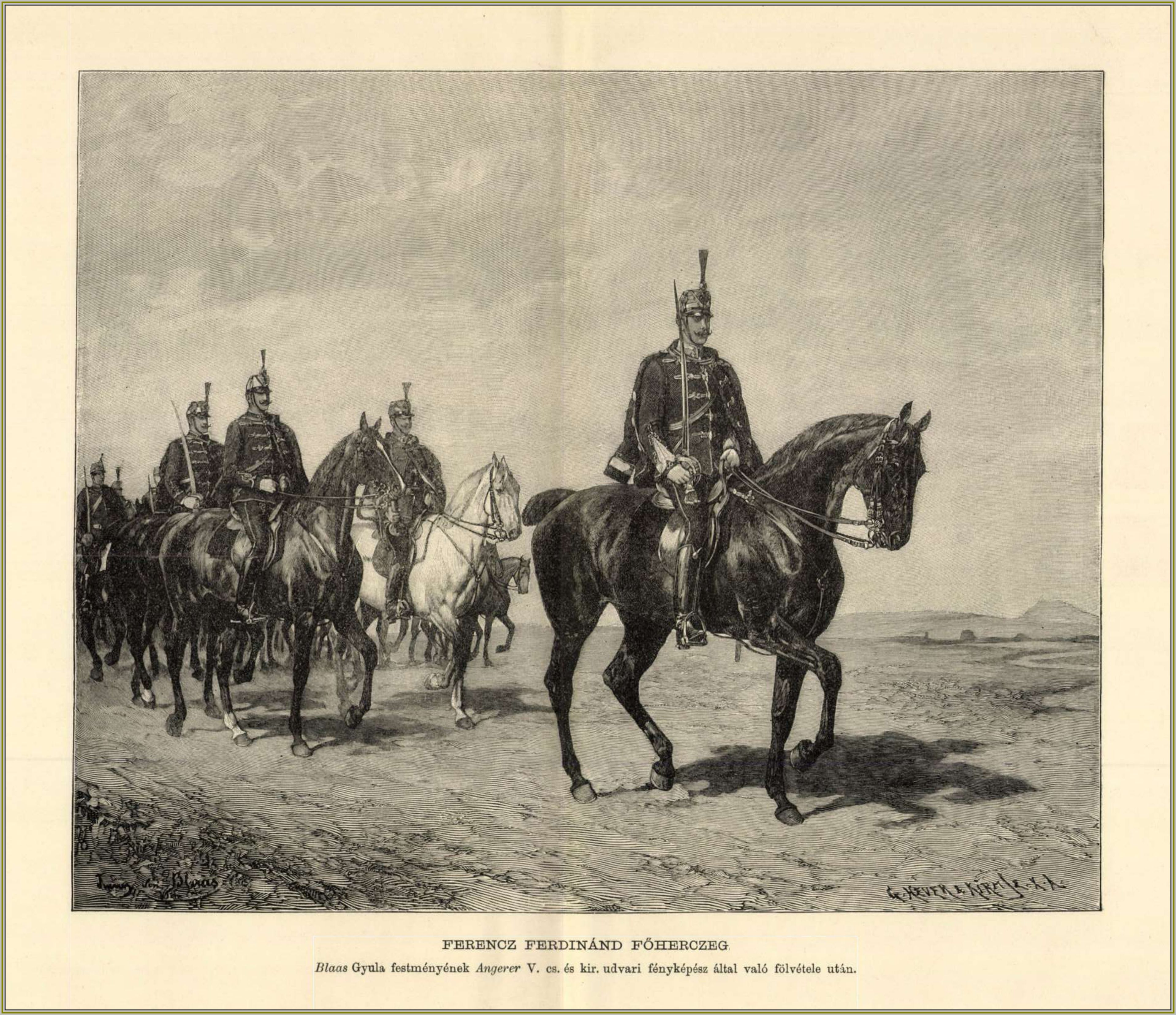
Ferenc Ferdinánd főherceg, 1892. Vasárnapi Ujság füzetekben, 17. kötet, 1895
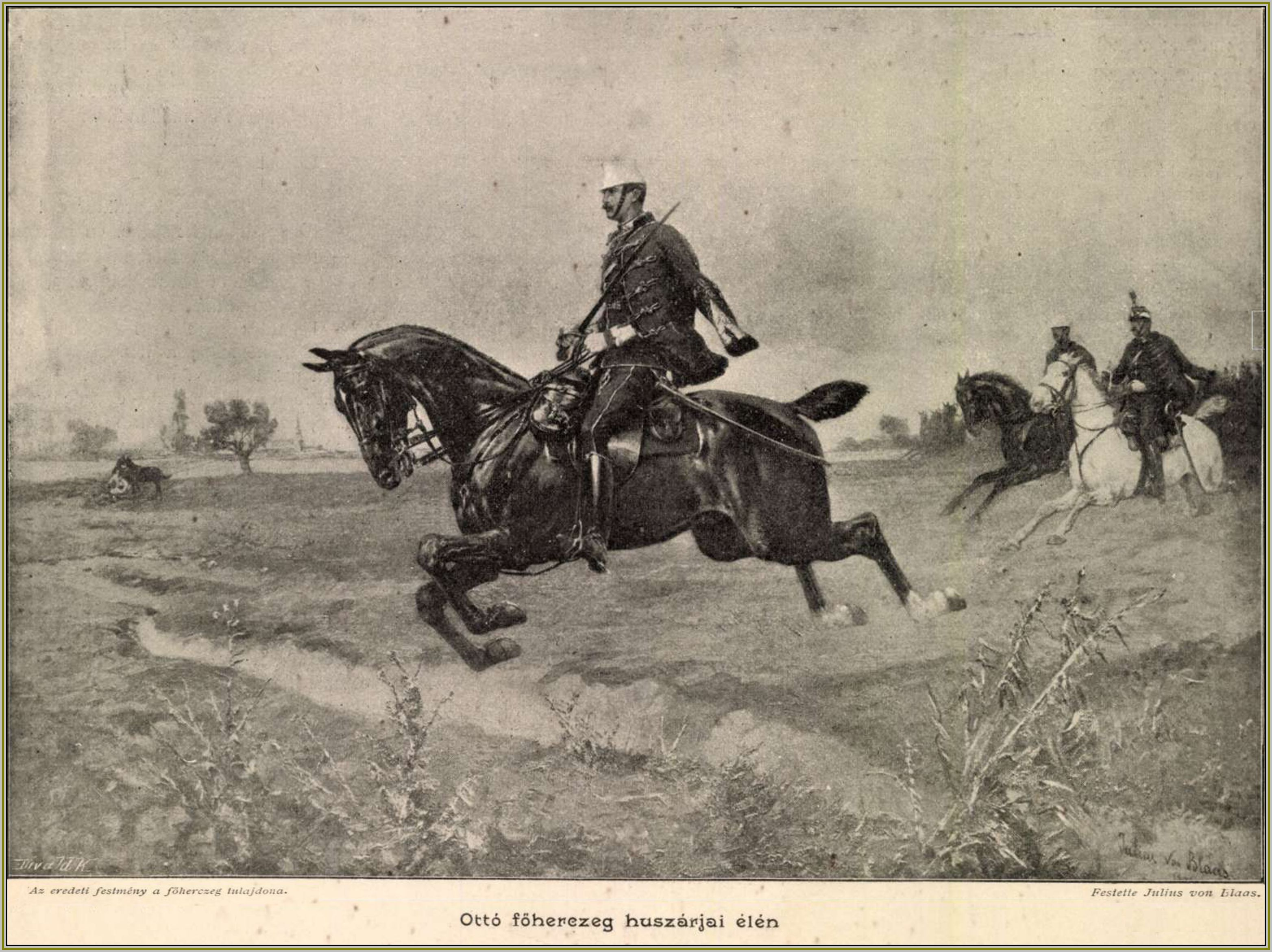
Ottó főherceg huszárjai élén, Ország-Világ, 1896. szeptember 6.
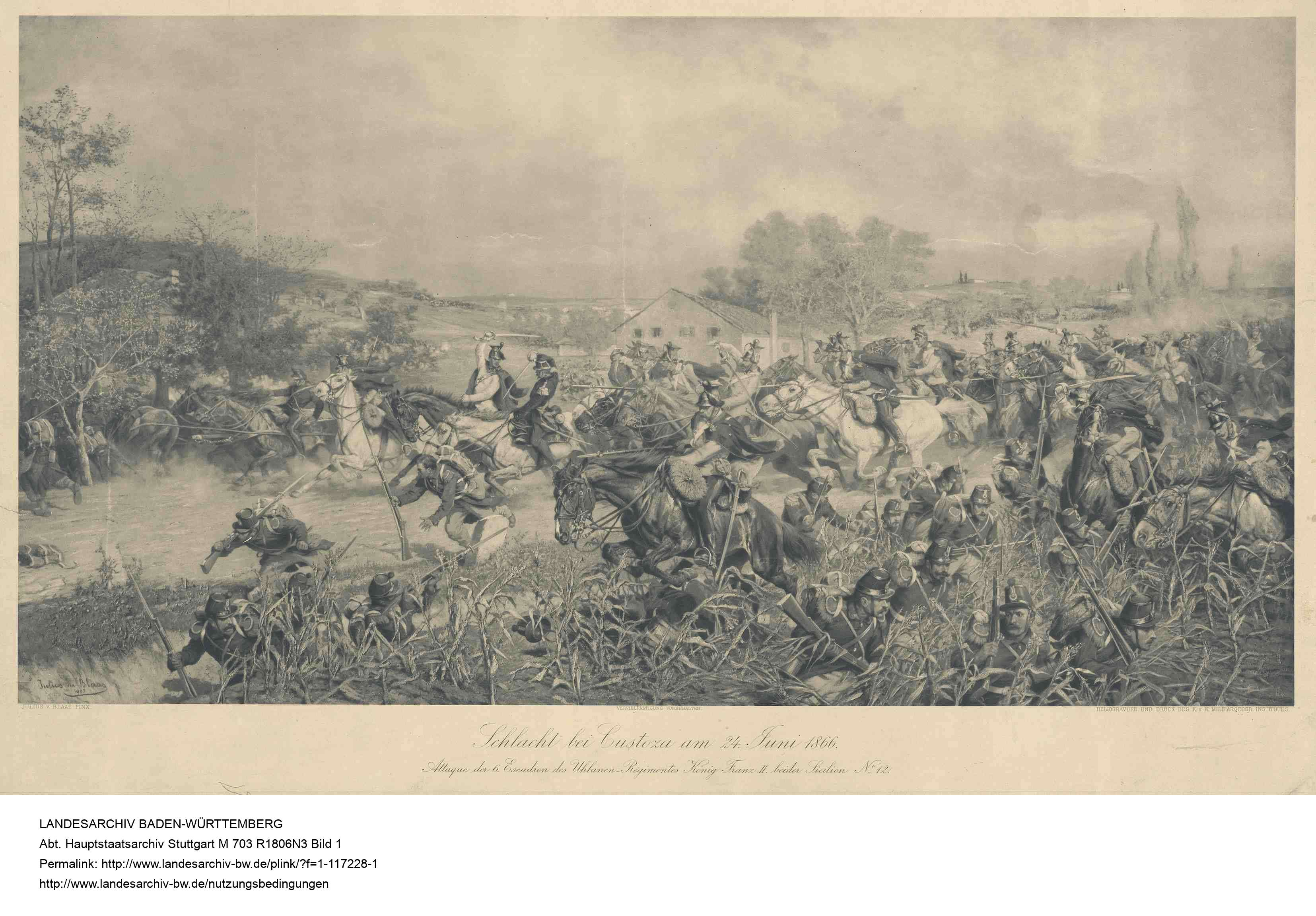
Custozzai csata, 1866. június 24-én, 1905.

## Fordítás
- Ez a szócikk részben vagy egészben  a   Julius von Blaas című német Wikipédia-szócikk ezen változatának fordításán alapul.  Az eredeti cikk szerkesztőit annak laptörténete sorolja fel. Ez a jelzés csupán a megfogalmazás eredetét és a szerzői jogokat jelzi, nem szolgál a cikkben szereplő információk forrásmegjelöléseként.